# Tangarão
Tangarão (Tangerang) é uma cidade que se encontra a 20 quilômetros de Jacarta, capital da Indonésia. É o maior núcleo urbano na região de Jabotabeque. A população, em 2005, foi estimada em 3,2 milhões de pessoas.